# Піца Маргарита

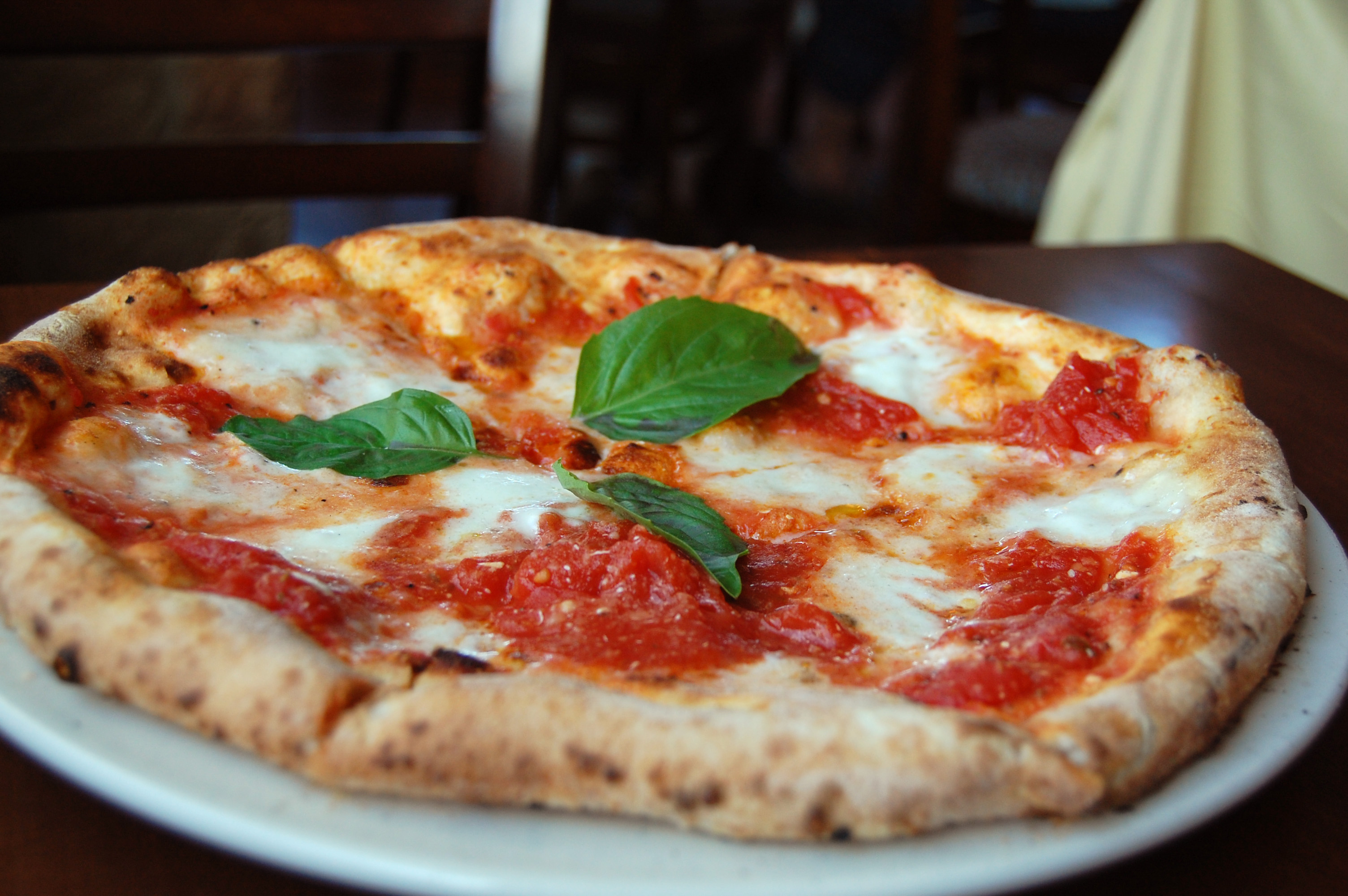

Піца «Маргарита» — це типова неаполітанська піца, виготовлена з помідорами Сан-Марцано, сиром моцарелла, свіжим базиліком, сіллю та оливковою олією.

## Походження та історія

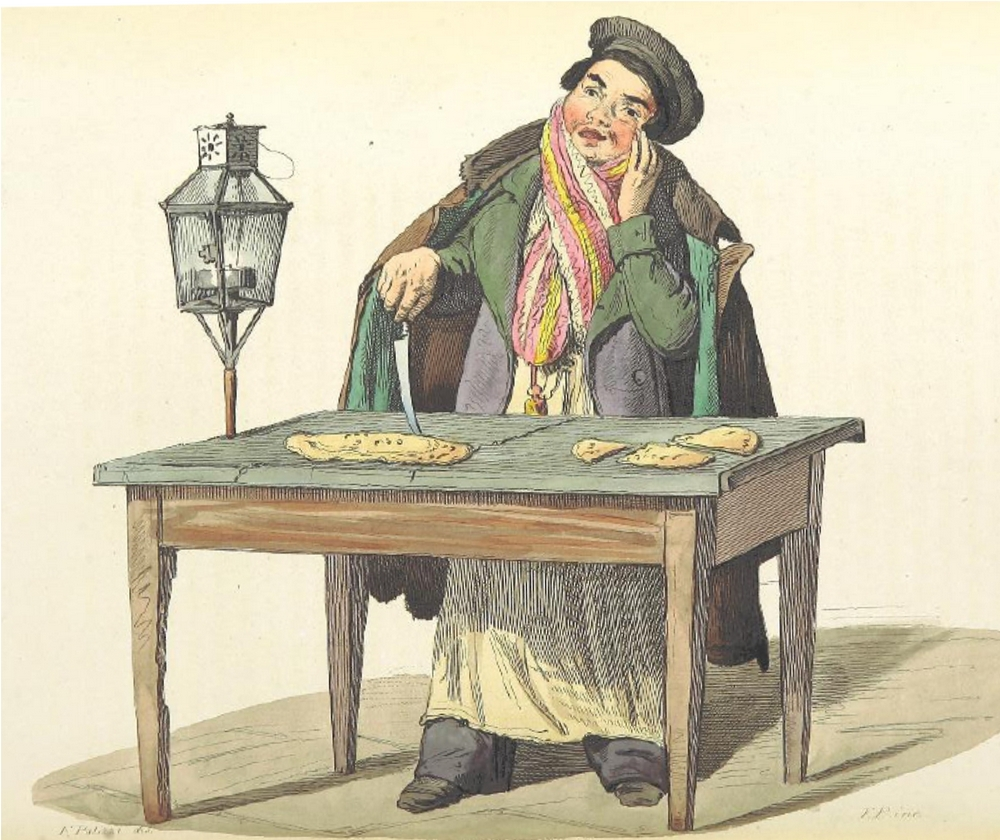
Філіппо Паліцці, піцейоло, 1858

Поширена думка говорить, що в червні 1889 р. піцейоло Раффаеле Еспозіто, шеф-кухар піцерії Бренді, винайшов страву під назвою "Піца Маргарита" на честь королеви Італії Маргарити Савойської та об'єднання Італії, оскільки начинка є томатною (червоною), моцарела (біла) та базилік (зелена), інгредієнти, натхненні кольорами національного прапора Італії .
Хоча назва Піца Маргарита могла бути популяризована через візит королеви, піца, виготовлена з такими ж начинками, вже була в Неаполі між 1796 і 1810 роками. У 1830 році у книзі Napoli, contorni e dintorni, написаній Річчо, це було описано як піца з помідорами, моцарелою та базиліком. У 1849 році Емануеле Рокко записав різні начинки для піци, такі як базилік, помідори та тонкі скибочки моцарели; моцарела була нарізана тонкими скибочками та розміщена у формі квітки над томатним соусом разом з листям базиліка: це може бути справжнім походженням назви Маргарита (мається на увазі маргаритка).

## Загальна бібліографія
- Francesco, De Bourcard (1866). Usi e costumi di Napoli e contorni descritti e dipinti. Naples.